# Mário Raposo
Mário Ferreira Bastos Raposo GCIH (Coimbra, 15 de janeiro de 1929 — Lisboa, 2 de outubro de 2013) foi um advogado e político português.

## Família
Filho de Mário da Silva Raposo (Coimbra, 17 de Dezembro de 1902 - Lisboa, 28 de Março de 1988) e de sua mulher Adélia Ferreira Bastos (Braga, 2 de Julho de 1909 - Lisboa, 2 de Novembro de 1975).

## Biografia
Ocupou diversos cargos ministeriais em governos portugueses. Foi também 14.º Bastonário da Ordem dos Advogados Portugueses de 1975 a 1977 e 5.º Provedor de Justiça de 1990 a 1991.
Foi à época considerado um dos mais ilustres advogados portugueses e um homem público de exemplar retidão. Considerada a sua carreira e postura moral, a Assembleia da República considerou-o uma "referência ética". 
Durante o seu mandato como Bastonário, a Ordem dos Advogados assumiu um papel de relevo no Verão Quente de 1975 na defesa da legalidade democrática. 
Foi o inspirador da profunda reforma legislativa implementada nos anos 80 tendo promovido a publicação ou revisão do Código Comercial, Código das Sociedades Comerciais, Código do Processo Civil e Código do Processo Penal. 
Foi deputado na Assembleia da República entre 1979 e 1990, tendo exercido a presidência da Comissão Parlamentar de Assuntos Constitucionais, Direitos, Liberdades e Garantias. 
Entre 1976 e 1977 foi vice-presidente da.Union Internationale des Avocats 
Foi o primeiro presidente da Comissão Nacional de Ética para as Ciências da Vida.
Foi conselheiro de Estado e membro do Conselho Superior do Ministério Público.
Foi membro titular do Tribunal Internacional de Arbitragem de Haia. 
Reputado especialista em Direito Marítimo, foi membro titular do Comité Maritime International. 
Foi o primeiro presidente do Instituto Ibero-Americano de Direito Marítimo (1988-1991). 
Desempenhou funções como professor convidado de Direito Marítimo na Universidade Internacional de Lisboa. 
Em reconhecimento da sua carreira devotada aos assuntos do Mar, a Academia de Marinha nomeou-o Membro Emérito em 2010. 
Foi autor do livro "Estudos sobre o novo Direito Marítimo". 
Publicou ao longo dos anos uma ´serie de artigos dedicada ao Direito Marítimo na Revista da Ordem dos Advogados visando a divulgação desse ramo do Direito:
Temas de Direito Marítimo
Responsabilidade extracontratual das sociedades de classificação de navios
A nova lei marítima de Macau e os seus trabalhos preparatórios
Contrato de transporte marítimo
Sobre o conceito de barataria
Problemas relacionados com o arresto de navios
Perda do direito à limitação legal da responsabilidade do transportador marítimo de mercadorias
Prazo para a propositura da ação de indemnização pela entrega indevida das mercadorias
Arresto de navios
Transporte de mercadorias - hoje e amanhã
No decurso da sua carreira dedicou também uma especial atenção ao Direito da Arbitragem, tendo promovido a aprovação da Lei da Arbitragem Voluntária de 1986. 
Publicou trabalhos doutrinários que divulgaram o uso dos meios alternativos de resolução de conflitos em geral, e especialmente da arbitragem. A maior parte desses estudos foi congregada no livro "Estudos sobre Arbitragem Comercial". 
Em reconhecimento do seu "incessante esforço científico e pedagógico na defesa de meios alternativos de resolução de conflitos, em geral, e da arbitragem, em particular» , foi publicado o livro "Estudos de Direito da Arbitragem em homenagem a Mário Raposo" .
Foi durante o período que desempenhou o cargo de Ministro da Justiça do IX e X Governo Constitucional, que o grupo terrorista Forças Populares 25 de Abril foram julgadas e condenadas.  A sua atuação foi bastante questionada em várias fases do processo, nomeadamente na falta de apoio politico dada a Gaspar Castelo Branco quer durante as greves da fome dos réus das FP-25, que reclamavam o estatuto de presos políticos,  mas também após a fuga de nove dos terroristas do Penitenciária de Lisboa, em Setembro de 1985. Após este fuga foram-lhes definidas condições mais duras. 
Posteriormente e após o assassinato de Gaspar Castelo Branco, ordenou a flexibilização das condições dos detidos, numa decisão bastante questionada na época.  Durante o julgamento, mandou ainda retirar da circulação e destruir os exemplares existentes do livro Caso FP-25 de Abril : Alegações do Ministério Publico. Este livro de mais de 1000 páginas descrevia exaustivamente toda a acusação do processo e deveria ser distribuído junto do boletim mensal do Ministério.  No entanto, este veio a ser disponibilizado em formato digital, no final de 2021 por iniciativa do filho de uma das vítimas do grupo terrorista.

## Condecorações[26][27]
- Grã-Cruz da Ordem do Mérito Judiciário Trabalhista do Brasil (26 de Agosto de 1985)
- Grã-Cruz da Ordem do Infante D. Henrique de Portugal (10 de Junho de 1990)

O Instituto dos Advogados Brasileiros atribui-lhe a Medalha Montezuma.

## Funções governamentais exercidas
- III Governo Constitucional
  - Ministro da Justiça
- VI Governo Constitucional
  - Ministro da Justiça
- IX Governo Constitucional
  - Ministro da Justiça
- X Governo Constitucional
  - Ministro da Justiça